# Lipogenys
Lipogenys is een monotypisch geslacht van straalvinnige vissen uit de familie van rugstekelalen (Notacanthidae). Het geslacht is voor het eerst wetenschappelijk beschreven in 1895 door Goode & Bean.

## Soort
- Lipogenys gillii Goode & Bean, 1895